# Aspects of Love
Aspects of Love è un musical del 1989 composto da Andrew Lloyd Webber (musica e libretto) con testi di Don Black e Charles Hart.
Basata sul romanzo omonimo di David Garnett, l'opera tratta della vita sentimentale dell'attrice Rose Vilbert, il suo ammiratore Alex Dillingham, la di lui cugina minorenne Jenny, lo zio George e l'amante di George, la scultrice Giulietta Trapani, in un periodo di diciassette anni.

## Trama

### Atto I
1964. In una stazione ferroviaria a Pau, in Francia, un uomo, Alex, è intento a riflettere sui mutamenti dell'amore e su come questo abbia cambiato la sua vita negli ultimi 17 anni (Love Changes Everything), finché viene interrotto da una voce femminile (che in seguito si scoprirà essere quella di Giulietta Trapani) che gli ricorda che “è tutto nel passato”.
La memoria di Alex torna al 1947, quando, all'età di 17 anni, incontra per la prima volta la venticinquenne attrice Rose Vibert, cui viene presentato dal produttore Marcel come un giovane e devoto ammiratore. In un caffè a Montpellier, i due iniziano a chiacchierare (Parlez-vous Français?), finché Alex convince Rose a trascorrere qualche tempo con lui in una villa a Pau di proprietà di suo zio, George, pittore e falsario. Durante il viaggio Rose, sebbene dubbiosa a causa della giovane età di Alex, finisce per accettare e ricambiare la corte del giovane (Seeing is believing).
Ad una mostra d'arte a Parigi, George accompagna la propria amante, la giovane scultrice Giulietta Trapani (A Memory of a Happy Moment), per poi partire per raggiungere Alex alla villa. Qui incontra Rose, che indossa un abito appartenuto alla sua defunta moglie Delia, anch'ella attrice, restando turbato dalla somiglianza tra le due donne, mentre Rose sembra essere attratta dall'uomo. Dopo aver passato alcuni bei momenti assieme ad Alex presso la villa (Chanson d'enfance), Rose, in seguito a un telegramma da parte di Marcel, decide tuttavia di andarsene senza molte spiegazioni, lasciando solo Alex, che realizza come la donna non abbia mai considerato seriamente il loro amore.
Sono passati due anni, Alex è ora un soldato (Everybody Loves a Hero). Durante una licenza, si reca alla villa dello zio, dove scopre, con sconcerto, che Rose è ora l'amante di George. Accusata di interessarsi al denaro dell'uomo, Rose si difende affermando di esserne sinceramente innamorata, ma ammette al tempo stesso di amare ancora Alex. I due passano la notte assieme, ma il mattino seguente, in un drammatico confronto, Alex accusa la donna di non averlo mai amato, prima minacciandola, poi ferendola con una pistola. L'intervento di George riesce a placare gli animi. I due uomini iniziano così un paradossale scontro, in cui ognuno cerca di gettare Rose tra le braccia dell'altro. George riesce infine a far ricongiungere i due giovani, lasciando la villa per ricongiungersi con Giulietta a Venezia.
La donna, tuttavia, decide di abbandonare Alex e, accompagnata da Marcel, segue George in Italia per affrontare Giulietta, con la quale inizia invece a fraternizzare. A Venezia, George, che ha perso gran parte del suo denaro a causa di investimenti sbagliati, accetta di sposare Rose. Il giorno delle nozze, Giulietta, che ha fatto da testimone, scioccando i presenti bacia appassionatamente Rose sulla bocca. George applaude.
In un accampamento militare, Alex riceve la notizia delle nozze e della prossima paternità di George.

### Atto II
Parigi, 12 anni dopo. Rose, accompagnata da Marcel e dall'amante Hugo, festeggia il successo del suo ultimo spettacolo. Dopo aver incontrato nuovamente Alex, lo invita ad accompagnarlo da George e dalla loro figlia Jenny. Sulla terrazza della sua villa, George attende la moglie assieme a Jenny (Other Pleasures). Pur sorpreso dall'arrivo di Alex, George lo convince a restare alla villa.
A Venezia, in un caffè, Giulietta riflette sui suoi amori, ripromettendosi di rinunciare ad altre infatuazioni romantiche (There Is More to Love).
Alla villa di George, Jenny stringe un forte legame con Alex (Mermaid Song), turbando la madre, che teme un'insana infatuazione della figlia nei confronti del cugino. Alla sera, Jenny si presenta indossando l'abito della prima moglie di George e, dopo aver danzato con il padre (The First Man You Remember), vorrebbe fare lo stesso con Alex, che, tuttavia, preferisce rifiutare. Più tardi, è la stessa Jenny a confessare alla madre di provare qualcosa per Alex, il quale, messo alle strette da Rose, confessa di essere a conoscenza dei sentimenti di Jenny, ma di non volerle nuocere in alcun modo. Poco dopo, tuttavia, mentre conversa con la cugina, si lascia baciare.
L'anziano George è intento a scrivere le disposizioni per la sua morte, chiedendo funerali allegri e gioiosi, sebbene Rose cerchi di sviare dall'argomento.
È il quindicesimo compleanno di Jenny e la famiglia lo festeggia con una serata al circo (Journey of a Lifetime). George ormai ha intuito i sentimenti di Jenny per Alex, e caccia il nipote in malo modo. Rose, George, Alex e Jenny analizzano gli effetti che l'amore ha sulle loro vite (Falling). Nella sua camera Jenny, prima di addormentarsi, ha ribadito ad Alex la sincerità e la profondità del suo amore. Accanto al suo letto, questi si interroga sulla natura dei propri sentimenti. George, sulla soglia, ascolta il nipote temendo il peggio, ma crolla a terra, stroncato da un infarto, prima di poter entrare nella stanza di Jenny, e viene quindi trovato morto da Alex e Rose.
Secondo le disposizioni del defunto, i funerali di George si svolgono tra canti e danze, animati dall'anticonvenzionale elogio funebre di Giulietta (Hand Me the Wine and the Dice), che poco dopo si allontana con Alex. Dopo aver passato la notte con la donna, Alex ritorna da Jenny per porre fine al loro insano rapporto e, nonostante Rose lo preghi di restare (Anything but Lonely), si accommiata definitivamente. Mentre Jenny è confortata dalla madre, Alex è con Giulietta alla stazione di Pau, continuando a riflettere sulla mutevole natura dell'amore.

## Numeri musicali
Atto I
- Love Changes Everything (Alex)
- Parlez-vous Français? (Crooner, Alex, Rose, Marcel, Waiter and Actors)
- Seeing is Believing (Alex and Rose)
- A Memory of a Happy Moment (Giulietta and George)
- Chanson d'Enfance (Rose and Alex)
- Everybody Loves A Hero (Harkers and Ensemble)
- She'd Be Far Better Off with You (Alex and George)
- Stop. Wait. Please. (George and Giulietta)

Atto II
- Leading Lady (Marcel)
- Other Pleasures (George)
- There is More to Love (Giulietta)
- Mermaid Song (Jenny, Alex and George)
- The First Man You Remember (George and Jenny)
- Journey of a Lifetime (Chanteuse and Ensemble)
- Falling (Alex, Jenny, Rose and George)
- Hand Me the Wine and the Dice (Giulietta, Alex, Jenny and Ensemble)
- Anything But Lonely (Rose)

## Ideazione
Nel 1979 Lloyd Webber e il paroliere Tim Rice vengono contattati per scrivere alcune canzoni in vista di una possibile versione cinematografica del romanzo. Quando il progetto viene abbandonato, Lloyd Webber contatta regista Trevor Nunn, ipotizzando di realizzarne una versione teatrale. Alcuni brani sono presentati al pubblico nel 1983 ma solo cinque anni più tardi lo spettacolo vero e proprio prende vita.

## Produzione
Il musical debutta al Prince of Wales Theatre nel West End di Londra il 17 aprile 1989 con la regia di Nunn. Il cast originale, dopo la rinuncia di Roger Moore, annunciato inizialmente come protagonista,  comprende Ann Crumb, Michael Ball, Kevin Colson e Kathleen Rowe McAllen, successivamente sostituiti da Sarah Brightman, Barrie Ingham, e Michael Praed. L'edizione londinese resta in scena per un totale di 1.325 repliche.
La produzione di Broadway apre con lo stesso cast londinese l'8 aprile 1990. Lo spettacolo non raggiunge tuttavia il successo sperato, chiudendo il 2 marzo 1991 dopo 377 repliche ufficiali. Maggior fortuna ottiene l'edizione "da camera" messa in scena a Toronto nel 1991 ed interpretata da Keith Michell, successivamente portata in tournée negli Stati Uniti. Negli anni seguenti lo spettacolo viene portato in scena in versioni e lingue diverse in Australia, Giappone, Finlandia e in altre nazioni.
Una nuova edizione, diretta da Nikolai Foster e interpretata da Matt Rawle, Shona Lindsay e David Essex, debutta a Newcastle il 15 agosto 2007, dando il via ad una tournée in Gran Bretagna che riceve i consensi di critica e pubblico.
Il video dello spettacolo, interpretato dal cast originale, è stato trasmesso in tv nel 1993.

## Orchestra
Lloyd Webber si avvale dello stesso team artistico e tecnico di The Phantom of the Opera (orchestrazione di David Cullen, direzione musicale di Michael Reed, testi di Charles Hart, affiancato in questo caso da Don Black, scene di Maria Björnson, coreografie di Gillian Lynne, luci Andrew Bridge), affidando la regia al veterano Trevor Nunn (già autore della messinscena del suo Cats).
Dopo l'approccio pop-rock degli spettacoli giovanili e le inflessioni neo-belcantistiche del Fantasma, Lloyd Webber adotta uno stile più semplice, con raffinate melodie che fondono temi di ispirazione Jazz e swing e allo stile dei brani dei crooner francesi e anglo-americani dell'epoca in cui è ambientata la vicenda, utilizzando un accompagnamento strumentale limitato (in particolare nella seconda stesura, del '91), più vicino alla musica da camera che ai moderni musical di Broadway. Pur contenendo elementi come ballads (come la celebre Love Changes Everything) e duetti (Seeing is believing, The First Man You Remember), gran parte della partitura si regge su ariosi e recitativi, che accompagnano costantemente l'azione con una serie di temi musical ricorrenti, dai tratti spesso rapidi (a volte non più di 4 o 5 battute) e semplici.
In linea con la penna di Garnett, lo spettacolo predilige un'ambientazione e uno stile intimisti e antispettacolari, dando vita ad un'atmosfera pacata e sottilmente malinconica (alcuni hanno notato affinità con A Little Night Music di Sondheim), in netto contrasto con i precedenti lavori del compositore (affine, sotto certi aspetti, a Tell Me on a Sunday, non a caso anch' esso su libretto di Black).
Le successive versioni non sono vincolate dall'originale regia di Nunn. Sin dalla produzione canadese del '91, si notano diverse libertà nella messinscena (sempre impostata su toni sobri e discreti), così come nelle successive edizioni internazionali.
Nel 2007 il regista Nikolai Foster realizza una versione completamente nuova dello spettacolo. con scene di Rob Jones, coreografie di Gary Lloyd e direzione musicale di David Shrubsole.

## Incisioni discografiche
- Aspects of Love - Original 1989 London Cast (1990): Dir. Michael Reed. Con Michael Ball, Ann Crumb, Kevin Colson, Kathleen Rowe McAllen.
- Aspects of Love - Remastered 1989 Original London Cast (2005): Id. Contiene alcune tracce eliminate nella precedente versione per adattarsi alla durata massima del doppio LP.
- Aspects of Love - Highlights from The Original London Cast (1990): Id. Presenta alcune variazioni rispetto all'album integrale, inclusa una diversa versione di The First Man You Remember.
- Music and songs from Aspects of Love & The Phantom of the Opera (2005): Con Stephanie Lawrence, Paul Jones, Fiona Hendley, Dave Willetts, Jack Emblow. Raccolta di brani. Include sette tracce da Aspects of Love.[7]

## Accoglienza
Sin dalla prima londinese, lo spettacolo riceve recensioni contrastanti. Pur apprezzando la qualità dei brani principali, alcuni critici lamentano una certa ripetitività ed una scarsa originalità della partitura, mentre al libretto viene imputata una scarsa forza drammatica (è stato definito una soap-opera in musical). Diverse sono anche le reazioni di fronte alla messinscena di Trevor Nunn; In particolare, lo spettacolo paga le conseguenze di una poco lusinghiera recensione da parte del celebre critico del New York Times Frank Rich.
Se la versione londinese, anche grazie alla partecipazione di star nazionali come M. Ball e S. Brightman, ottiene un certo successo restando in scena per qualche anno (con incassi tuttavia molto inferiori rispetto ai precedenti spettacoli dell'autore), a Broadway, nonostante il buon riscontro delle 22 serate di anteprima, lo spettacolo viene accolto piuttosto freddamente e non riesce ad attirare il pubblico sperato, chiudendo meno di un anno dopo il debutto con un incasso complessivo di "solo" 16 milioni di dollari. Candidato a sei Tony Awards e cinque Drama Desk Awards, non ne vince tuttavia nessuno.
Maggior successo ottengono le canzoni principali: Love Changes Everything, cantata da Michael Ball, resta per diverse settimane al vertice delle classifiche inglesi, diventando uno tra i brani più noti dell'autore, così come i duetti Seeing is Believing e The First Man You Remember (entrati nel repertorio base tanto di Ball quanto di Sarah Brightman). Nell'insieme, tuttavia, lo spettacolo raggiunge un successo inferiore rispetto ai grandi lavori di Lloyd Webber degli anni '80, ottenendo una rivalutazione da parte di critica e pubblico solo in tempi relativamente recenti, con il riconoscimento delle effettive qualità del libretto e della partitura.
Nel 2007, La regia di Foster per il nuovo tour britannico ottiene i consensi dei critici, alcuni dei quali la considerano più interessante e adeguata e di quella originale. Apprezzata anche l'interpretazione di George offerta da David Essex.